# Pierce the Veil
Pierce the Veil — американський пост-хардкор гурт з Сан-Дієго, Каліфорнія. Сформували у 2006 році брати Віктор і Майк Фуентес після розформування колективу «Early Times».
Pierce the Veil випустили п'ять студійних альбомів і постійно знаходилися у світових турне, з самого виходу дебютного альбому A Flair for the Dramatic в 2007 року. Другий альбом Selfish Machines вийшов 2010 року. Третій альбом записано під керівництвом лейбла Fearless Records і названий Collide with the Sky. Вийшов він 17 червня 2012 року. Четвертий альбом,  Misadventures, вийшов 13 травня 2016 року. П'ятий альбом,  The Jaws of Life, вийшов 10 лютого 2023 року.

## Історія

### Ранні роки і дебютний альбом (1998—2006)
Група сформувалися восени 1998-го в Сан-Дієго (Каліфорнія, Сполучені Штати) під початковою назвою The Early Times. Після виходу першого CD, який мав успіх у андеграундної середовищі, групу у 2004-му очікував прорив — після підписання контракту з Equal Vision Records банда випускає диск «A Celebration Of An Ending», змінивши назву на Before Today.
Назва групи було змінено через порушення авторських прав від оригінальної назви «Early Times». Їх альбом містив три перші демо-записи з Roots Beneath Ideals EP і був записаний на студії DoubleTime в місті Ель-Кахон, Каліфорнія, з продюсером Jeff Forrest.

### A Flair for the Dramatic (2006—2009)
Восени 2006 року, приблизно після року важких гастролей після їх першого офіційного релізу, групу розпустили Майк і Вік Фуентес, як останні залишилися учасники (з групи пішли гітарист Джо Тансу і бас-гітарист Мітчелл Баллатор). Брати продовжили писати пісні разом і у загальному підсумку постали з достатньою кількістю матеріалу для нового альбому. Все ще підтримувані своїм лейблом Equal Vision Records, вони записали повний альбом самостійно в Сієтлі, Вашингтон, з продюсером Кейсі Бейтс. Брати випустили свій другий альбом під назвою A Flair for the Dramatic 26 червня 2007 року під новим ім'ям: Pierce the Veil, яке було похідним від пісні з альбому Before Today, A Celebration of an Ending. Незабаром після того Pierce the Veil обзавелися новими учасниками: Тоні Перрі (гітара) і Хаймі Пресіадо (бас-гітара). Пісня «I'd Rather Die Than Be Famous» з цього альбому була представлена в грі Tony Hawks Proving Ground. -hawks-proving-ground/61-20695 / Giantbomb.com[недоступне посилання з червня 2019] Retrieved 2009-09-02
Pierce the Veil гастролювали три місяці після випуску A Flair for the Dramatic з такими групами, як: A Day to Remember, Chiodos,From First to Last, Emery, The Devil Wears Prada і Mayday Parade. У листопаді 2007 року Pierce the Veil відіграли один виступ на Vans Warped Tour 2007 і звістка тур в 2008 році. Також грали на Bamboozle Left 2008 року. Перший тур, де вони були головними хедлайнерами, називався The Delicious Tour, який починався в жовтні-листопаді 2008 року, включав виступи Breathe Carolina,Four Letter Lie і Emarosa. Вони закінчили свій записуючий цикл на  Taste of Chaos 2009 турі разом з Bring Me the Horizon, Thursday, Four Year Strong і Cancer Bats.
Вік і Майк Фуентес з Ейртоном Хара підтвердили участь у новому проекті Isles & Glaciers з ведучим вокалістом Крейгом Оуенсом з DRUGS і Джонні Крейгом зDance Gavin Dance, колись колишнім учасником групи Emarosa. Altpress.com, (December 2008). Вони випустили свій перший EP під назвою The Hearts of Lonely People 9 травня 2010. Тим не менш, Isles & Glaciers розпалися, сказавши, що «Isles & Glaciers були тимчасовим проектом».

### Selfish Machines (2009—2011)
На початку серпня 2009-го Pierce the Veil оголосили, що вони засіли в студію записувати новий матеріал для їх наступного альбому. Група переїхала до Лос-Анджелеса для запису їх нового альбому Selfish Machines під керівництвом продюсера Майка Гріна. Автор і виконавець пісень Вик Фуентес заявив: «Назва відноситься до людській натури і тваринних якостей всередині кожного з нас, від яких ми намагаємося сховатися, але повинні просто вчитися приймати їх. Ми всі егоїстичні машини, і у нас є природні схильності, щоб хотіти, любити і брати».
Selfish Machines вийшов 21 червня 2010 року під керівництвом Equal Vision Records і відразу ж виліз на першу сходинку чарту Billboard Heatseekers Chart. На підтримку релізу група грала на безлічі фестивалів, включаючи  Bamboozle Left,South by Southwest, Never Say Never Festival іthe Vans Warped Tour. Pierce The Veil так само записали кавер на пісню Blue Öyster Cult «(Don't Fear) The Reaper», яка увійшла до збірки Punk Goes Classic Rock, що вийшов 27 квітня 2010 року. Вони взяли участь у Take Action Tour з Attack Attack!, Потім вирушили до Нової Зеландії і Австралії, так само вони грали на the Versus Tour в Японії зConfide. Вони грали «This Is a Family Tour» зEmmure, In Fear and Faith, Of Mice & Men і Attack Attack!, який тривав до кінця грудня 2010-го. Pierce the Veil так само грали в Fox Theater у Помоні, як частина появи-сюрпризу на Alternative Press Tour 2010 року з такими групами, як August Burns Red, Bring Me the Horizon, Polar Bear Club,Emarosa і This Is Hell. Першого листопада 2010 року група оголосила, що вони почнуть новий тур, починаючи з 2011 року з Silverstein,Miss May I, The Chariot і A Bullet for Pretty Boy на «Winterizer Tour». Впродовж квітня та березня брали участь у «The Gamechanger's Tour» з A Day to Remember, Bring Me the Horizon і супроводжуваними лейблом We Came as Romans. Так само вони стали хедлайнерами другого етапу туру групи Escape the Fate «The Dead Masquerade». Після взяття річної перерви для написання нового матеріалу, група, як і передбачалося, очолювала їх перший тур по Південній Америці, що підтримує Sum 41 у вересні; однак через хворобу лідера Sum 41, тур був скасований. Вони закінчили річне турне по Європі з blessthefall і згодом стали хедлайнерами в No Guts No Glory Tour з Miss May I.
PTV записалися для альбомуPunk Goes Pop 4, зробивши кавер на пісню Бруно Марса «Just the Way You Are», який вийшов 21 листопада 2011 року.

### Fearless Records і новий альбом Collide With The Sky (2011—2013)
23 серпня 2011 року Pierce the Veil підписали контракт з Fearless Records.
22 грудня 2011 року група заявила, що на початку 2012 року вони збираються піти в студію записувати свій третій альбом. 26 грудня 2011 року Вік Фуентес оголосив на сторінці групи в Фейсбуці, що вони завершують писати пісні для цього альбому, який писали з літа і під час туру з Miss May I, Woe, Is Me, The Amity Affliction і Letlive протягом листопада-грудня, і що вони будуть вибирати продюсера для роботи з ними над альбомом на початку Фотографії стіни | Facebook <! — Тема доданий ботом ->]
27 лютого 2011 року, на тому ж Фейсбуці група написала, що визначилася з продюсерами — це Ден Корніфф і Като Кандвала з House of Loud в Нью-Джерсі, для роботи над їх третім альбомом. 20 квітня 2012 року вони оголосили, що альбом буде називатися Collide with the Sky і вийде за допомогою Fearless Records 17 липня.
17 мая 2012 року обкладинка нового альбому, також як і треклист, були розкриті, разом з оголошенням про перший для групи тур по Великій Британії у вересні.
25 травня 2012 року група оголосила про вихід першого синглу «King For A Day», записаного за участі Келліна Куїнна.

### This Is a Wasteland та World Tour (2013—2015)
23 вересня 2013 року група оголосила про плани випустити документальний фільм This Is a Wasteland 11 листопада, в якому детально описано їхнє перше світове турне. Він включав живі кадри з їх світового туру, три музичні відеокліпи та додатковий контент.
18 жовтня 2013 року група запустила попередні замовлення на свій документальний фільм з новою датою виходу 25 листопада.
21 липня Вік Фуентес і Келлін Куїнн із гурту Sleeping with Sirens оголосили про початок спільного світового концертного туру. Тур розпочався 5 листопада 2014 року у Фресно. Вони вперше оголосили про перший північноамериканський етап тура з 20 концертами за підтримки Beartooth і This Wild Life. Через місяць, 22 серпня 2014 року, гурт підтвердив другу частину концертного туру, який відбувся Європою. З 20 березня 2015 року по 11 квітня 2015 року Pierce the Veil виступали з концертами в Нідерландах, Бельгії, Швеції, Німеччині та Великобританії. За даними Epitaph Records, усі концерти в Європі були розпродані. Перш ніж вирушити до Європи, гурт відіграв другу частину туру по США за підтримки PVRIS і Mallory Knox.

### Misadventures та звинувачення в сексуальних домаганнях (2015—2018)
Плани щодо майбутнього альбому були вперше оголошені 23 грудня 2013 року. Згодом гурт оголосив, що новий альбом вийде в 2014 році на Fearless Records. У статті з Oakland Press група заявила, що вони почали писати новий матеріал з Томом Денні під час туру з Mayday Parade, You Me at Six і All Time Low. Гурт закінчив писати нову музику після зимового європейського туру з Bring Me the Horizon у грудні 2013 року.
В інтерв'ю з Поппі Рейд з The Music Network під час виступу гурту на фестивалі Soundwave в Австралії, гурт розповів про співпрацю з Дженною Макдугал з Tonight Alive над треком з їхнього четвертого альбому. У травні 2014 року Pierce the Veil розпочали процес підготовки нової платівки. 5 червня 2014 року Тоні Перрі та Вік Фуентес оголосили, що летять до Нью-Джерсі, щоб розпочати запис свого нового альбому з продюсером Деном Корнеффом. В інтерв'ю Alternative Press Вік Фуентес заявив, що група переносить випуск альбому на початок 2015 року. Причиною перенесення дати релізу було те, що група відстала на кілька тижнів через дві пісні, які група написала під час запису нового альбому в студії з продюсером Деном Корнеффом. Амбіції гурту щодо дати релізу на початку 2015 року не виправдались, оскільки випуск альбому знову відклали. Дата випуску буде пізніше підтверджена як травень 2016 року.
18 червня 2015 року гурт випустив «The Divine Zero», перший сингл з майбутнього четвертого студійного альбому.
18 березня 2016 року було оголошено, що довгоочікуваний четвертий студійний альбом гурту, Misadventures, нарешті вийде 13 травня на Fearless Records. Продюсував альбом Ден Корнефф. Гурт випустив другий сингл з альбому «Texas Is Forever» 24 березня 2016 року.
У листопаді 2017 року барабанщик Майк Фуентес був звинувачений у вимаганні фото оголених тіл та сексуальних домаганнях до неповнолітньої дівчини. Стверджується, що інциденти сталися приблизно десять років тому протягом кількох років. Пара нібито ініціювала контакт на MySpace перед першою зустріччю на концерті Pierce the Veil. На той момент Фуентесу було 24 роки, а дівчині 16 років, вона була неповнолітньою в штаті Каліфорнія. Жінка заявила, що вони займались сексом після повторної зустрічі на концерті під час Warped Tour. Кажуть, що стосунки тривали, поки їй не виповнилося 18 років.
У грудні 2017 року друга жінка звинуватила його в тому, що він вимагав фото оголеного тіла, коли вона була неповнолітньою. Вона звинуватила його анонімно в Twitter. Жінка стверджувала, що вони вперше зустрілися на Warped Tour у 2008 році, коли їй було 14 років, де вони обмінялися номерами телефонів. Коли їй виповнилося 15 років, Фуентес нібито попросив у неї зробити фотографії оголеного тіла.
У світлі звинувачень, Фуентес та решта гурту опублікували заяву пізніше того ж місяця, заявивши, що Майк Фуентес залишить посаду барабанщика, щоб «зосередитися на своєму особистому житті». Гурт оголосив про перерву та скасував свій запланований на 2018 рік тур Великобританією з All Time Low. Проти Майка Фуентеса не було висунуто жодних офіційних звинувачень.

### Перерва та The Jaws of Life (2018— теперішній час)
5 липня 2018 року вокаліст і гітарист Вік Фуентес опублікував у своїх соціальних мережах повідомлення про те, що він працює над п'ятим альбомом гурту. У лютому 2019 року на своїй офіційній сторінці у Twitter гурт написав, що вони все ще працюють над альбомом.
13 квітня 2020 року гурт завантажив на YouTube домашню репетицію свого треку «Hold On Till May» у світлі пандемії COVID-19. У виступі брав участь колишній учасник Майк Фуентес, однак гурт не уточнив, чи повернувся він офіційно до складу гурту. Реакція на виступ Майка Фуентеса з групою була неоднозначною: слухачі висловлювали занепокоєння в соціальних мережах з приводу звинувачень у сексуальних домаганнях навколо нього, причому у гурту ще не було повністю їх вирішено, окрім оригінальної заяви 2017 року. 24 серпня 2020 року Вік підтвердив, що Майк покинув групу в 2017 році і не буде включений в наступний альбом.
1 вересня 2022 року гурт випустив сингл «Pass the Nirvana». 11 листопада 2022 року гурт випустив свій другий новий сингл «Emergency Contact» і оголосив, що їхній п'ятий студійний альбом «The Jaws of Life» вийде 10 лютого 2023 року.

## Учасники групи
- Вік Фуентес (Vic Fuentes) — вокал, ритм-гітара, клавішні, синтезатори, піаніно (2006 — теперішній час)
- Тоні Перрі (Tony Perry) — соло-гітара (2007—теперішній час)
- Хаймі Пресіадо (Jaime Preciado) — бас-гітара, музичне програмування, скрімінг (2007—теперішній час)

Колишні учасники
- Майк Фуентес (Mike Fuentes) — ударні, перкусія, бек-вокал (2006—2017)

## Дискографія

### Студійні альбоми
- A Flair for the Dramatic[en] (2007)
- Selfish Machines[en] (2010)
- Collide with the Sky[en] (2012)
- Misadventures[en] (2016)
- The Jaws of Life[en] (2023)